# Jadwiga Firlejowa

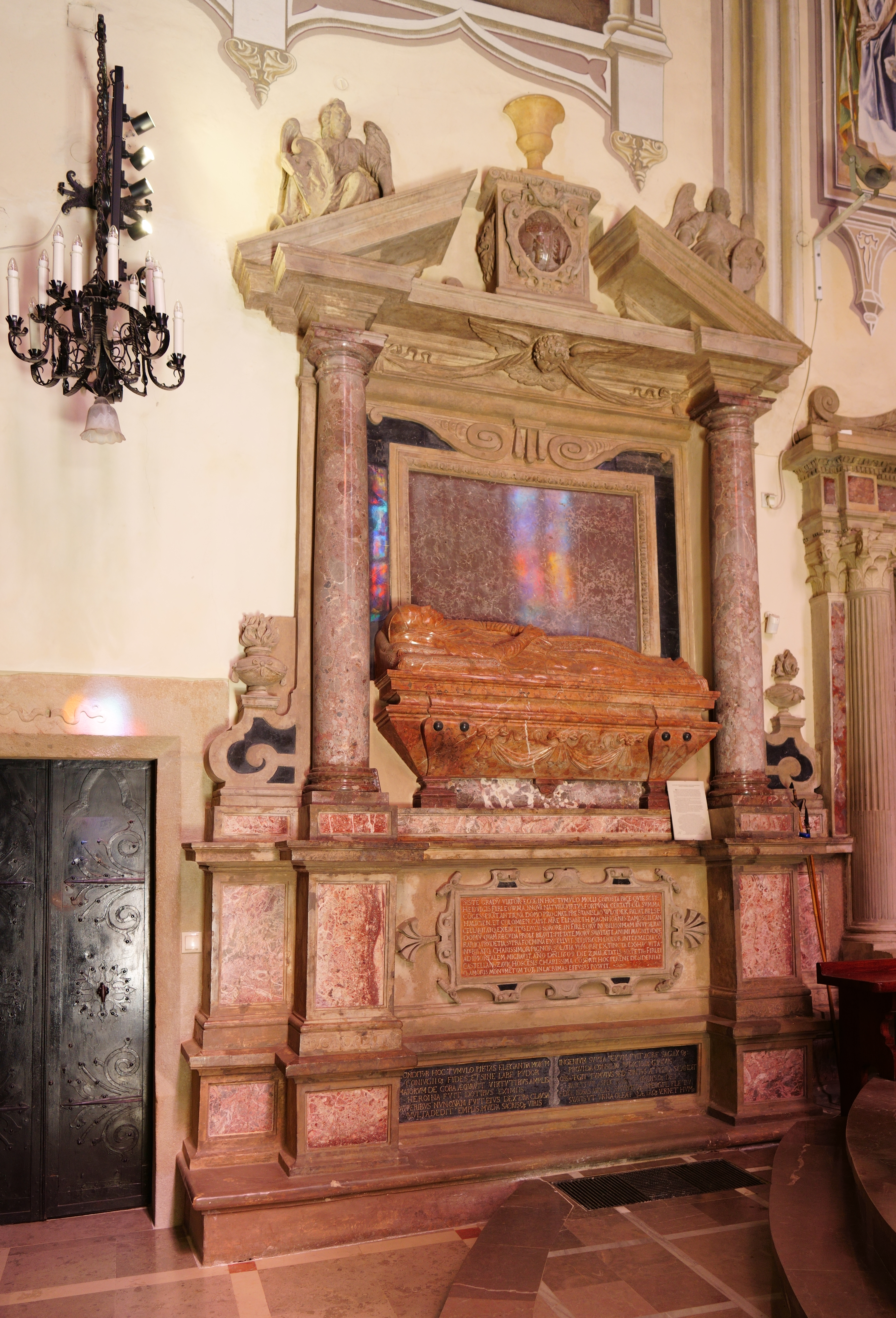
Nagrobek Jadwigi Firlejowej w Krośnie

Jadwiga z Włodków Firlejowa herbu Prawdzic (ur. 1573, zm. 2 maja 1609) – córka wojewody bełskiego Stanisława Włodka i Elżbiety Zamoyskiej, siostrzenica kanclerza Jana Zamoyskiego. 
Od 1599 roku żona Piotra Firleja herbu Lewart – wojewody lubelskiego, kasztelana zawichojskiego, właściciela Odrzykonia, Czarnorzek i innych miejscowości, syna Jana Firleja, marszałka wielkiego koronnego, i Zofii Bonerówny. 
Para doczekała się czterech synów: 
- ks. Jana Firleja (ur. ok. 1600 r.)
- Stanisława (1600-1634)
- Piotra (zm. 1650) - kasztelana kamienieckiego (1649), starosty trembowelskiego i buczniowskiego - męża Agnieszki Balówny h. Gozdawa, z którą miał syna Mikołaja (zm. 1649) - rotmistrza królewskiego - i córki: Urszulę, Zofię (żonę Stanisława Żegockiego), Konstancję i Joannę
- Mikołaja - męża Zofii Skotnickiej (ur. 1603 - zm. 1684 w Krakowie), (której nagrobek jest w krośnieńskiej farze) - ojca m.in. Jan Firleja (zm. po 1701 r.) - kasztelana sanockiego (1696) i księdza Henryka Mikołaja Firleja (zm. 1707 - sekretarza królewskiego, kanonika łuckiego i krakowskiego).

Miała także dwie córki: 
- Zofię Firlejównę (zm. przed 1642 r.), wydaną (w 1622 r.) za hetmana Mikołaja Potockiego (1593-1651), z którym miała sześcioro dzieci (byli to Piotr Potocki, Stefan Potocki, Mikołaj Potocki, Marianna Potocka, Wiktoria Potocka, Henryk Potocki)
- Eufrozynę Firlejównę (zm. w 1609 r.) - wydaną za Pawła Lasockiego – cześnika lubelskiego.

Zmarła w 2 maja 1609 roku. Jej nagrobek (dzieło Giovanniego Reitino z Lugano z 1611 r.) znajduje się w kościele oo. Franciszkanów w Krośnie. Przedstawia on herb złożony Jadwigi Firlejowej, w którego skład wchodzą: Prawdzic Włodków, Jelita Zamoyskich, Pilawa Kamienieckich (po ojczystej babce Elżbiecie z Kamienieckich) i Rogala Orzechowskich (po macierzystej babce Annie z Orzechowskich).
Spór majątkowy syna Jadwigi Firlejowej — Piotra Firleja — z Janem Skotnickim o zamek w Odrzykoniu był pierwowzorem sporu przedstawionego w Zemście Aleksandra Fredry.